# Dżujbar
Dżujbar (perski: جويبا) – miasto w północnym Iranie, w ostanie Mazandaran. W 2006 roku miasto liczyło 27 1117 mieszkańców w 7052 rodzinach.